# Ford Pinto OHC

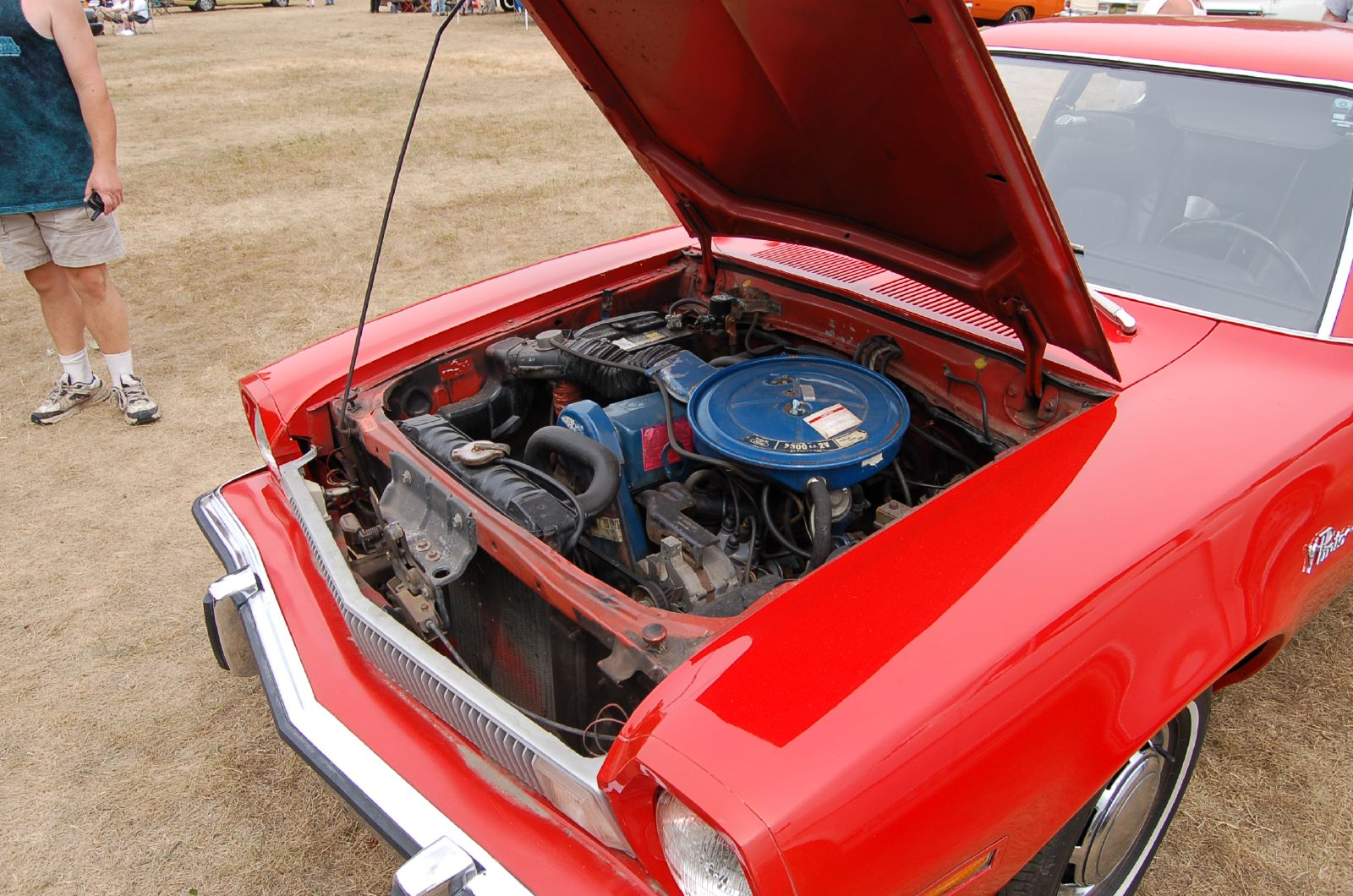
Silnik Ford Pinto

Ford OHC Pinto - rodzina benzynowych, czterocylindrowych, wolnossących jednostek napędowych z wałkiem rozrządu umieszczonym w głowicy, wyposażone w pasek rozrządu. Zadebiutowała w 1970 roku w Europie, silniki te montowane były w modelach Taunus, Granada, Capri, Sierra, Scorpio, Transit a także FSO Polonez MR'89 oraz Caro (tylko kilkaset egzemplarzy).

## Przykładowe oznaczenia kodowe silników
- 1.3 (1294 cm³) - JCT (59KM, 44kW, 98Nm)
- 1.6 (1593 cm³) - EAO (82KM, 61kW, 130Nm
- 1.6 (1597 cm³) - LSE (75KM, 55kW, 123Nm) 1.6 OHC Economy - od 1984 r.
- 1.8 (1796 cm³) - REB (89KM, 66kW, 140Nm)
- 2.0 (1994 cm³) - NA1 (91KM, 67kW, 140Nm)
- 2.0 (1994 cm³) - NE1 (100KM, 74kW, 155Nm)
- 2.0 (1994 cm³) - NET (105KM, 76kW, 157Nm)
- 2.0i (1994 cm³) - NRD (100KM, 74kW, 157Nm)
- 2.0i (1994 cm³) - NRB (115KM, 85kW, 160Nm)

Silniki te były również bazą dla innych jednostek napędowych np. szesnastozaworowych YT 2.0 DOHC 16V TURBO - Ford Cosworth (Ford Sierra Cosworth, Ford Escort RS Cosworth); 16V RS1600, 16V RS1800.  (bazą dla 16v RS1600 i RS1800 był silnik kent a nie pinto (rodzina Cosworth BDA) - sugerują to średnica tłoka i skok)